# La grande missione
La grande missione (Brigham Young) è un film statunitense del 1940 diretto da Henry Hathaway.
È un film biografico a sfondo western con Tyrone Power, Linda Darnell e Dean Jagger. È basato sulla vita di Brigham Young nel periodo successivo alla sua presidenza della Chiesa di Gesù Cristo dei Santi degli Ultimi Giorni dopo l'omicidio del fondatore Joseph Smith, Jr. nel 1844.

## Produzione
Il film, basato sul racconto biografico di Louis Bromfield, fu prodotto da Darryl F. Zanuck per la Twentieth Century Fox Film Corporation e girato in California dall'aprile del 1940.

## Distribuzione
Il film fu distribuito negli Stati Uniti dal 27 settembre 1940 al cinema dalla Twentieth Century Fox.
Alcune delle uscite internazionali sono state:
- negli Stati Uniti il 23 agosto 1940 (Salt Lake City, Utah, première)
- in Messico il 14 ottobre 1940 (Los hijos de Dios)
- in Portogallo il 3 marzo 1941 (Filhos de Deus)
- in Svezia il 29 settembre 1941 (Mormonernas kamp)
- in Finlandia il 9 gennaio 1944 (Hänellä oli 20 vaimoa)
- in Austria il 1951 (Blutfehde - Gesetz der Mormonen)
- in Germania Ovest il 19 febbraio 1977 (Treck nach Utah, in prima TV)
- nel Regno Unito (Brigham Young: Frontiersman)
- in Francia (Brigham Young)
- in Spagna (El hombre de la frontera)
- in Venezuela (La gran misión)
- in Grecia (Skapaneis tou Texas)
- in Italia (La grande missione)

## Critica
Secondo il Morandini "la sceneggiatura di Lamar Trotti affonda in cadenze da western e nello sciroppo sentimentale gli spunti storici della vicenda".